# Kafr Hawr
Kafr Hawr (tiếng Ả Rập: كفر حور; còn đánh vần là Kafr Hawar hay Kafr Hur) là một ngôi làng Syria nằm 35 kilômét (22 mi) phía tây nam Damascus. Theo Cục Thống kê Trung ương Syria, ngôi làng có dân số 2.957 người trong cuộc điều tra dân số năm 2004.
Ngôi làng được xây dựng bên sườn đồi gần Núi Hermon, ngay phía bắc của Hinah ngày nay, là một khu định cư cổ đại được Ptolemy nhắc đến khi được gọi là Ina. Nó nằm đối diện một ngôi làng tên là Beitima băng qua một thung lũng chảy qua sông 'Arny.

## Đền thờ La Mã Korsei el-Debb
Có một ngôi đền La Mã trong khu vực được gọi là Korsei el-Debb, là một trong một nhóm Đền thờ của Núi Hermon. Félicien de Saulcy cho rằng ngôi đền ban đầu được xây dựng hoàn toàn bằng đá cẩm thạch trắng. Một khối đá cẩm thạch đã được tìm thấy có sự cống hiến cho một nữ thần tên là Hierapolis (cũng được xác định là Atargatis và Leukothea).